# Chiemgau-Arena
Koordinaten: 47° 42′ 52″ N, 12° 38′ 51″ O
Die Chiemgau-Arena (früher: Stadion am Zirmberg) ist eine Trainings- und Wettkampfstätte für Biathlon und nordische Disziplinen im oberbayerischen Ruhpolding. 

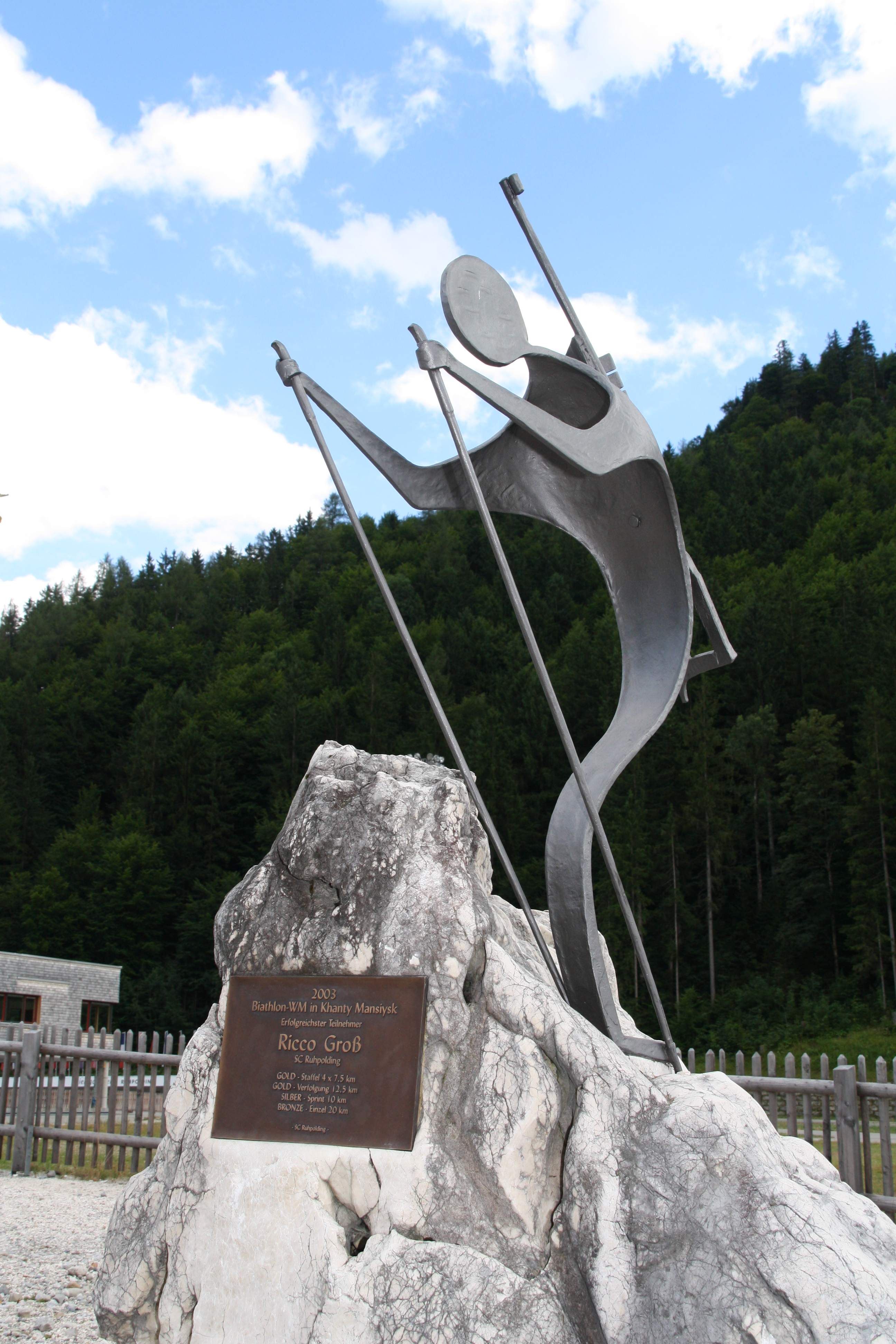
Denkmal für erfolgreiche Ruhpoldinger Biathleten an der Arena

## Geschichte
Die ersten nationalen und internationalen Wettkämpfe wurden ab 1970 am „Maurerhals“ ausgetragen. Ab 1972 trieben Hans Pichler und Theo Merkel die Planungen für eine Anlage am Zirmberg voran. Der Baubeginn erfolgte 1977. Viele aktive Athleten und Nachwuchssportler wie Herbert Fritzenwenger, Walter Pichler oder Peter Angerer halfen beim Aufbau der Anlage. Bereits zwei Jahre später wurden die ersten Weltmeisterschaften im neuen Stadion am Zirmberg ausgerichtet.
In den folgenden Jahren wurde die Anlage stetig erweitert, um den Anforderungen von Verbänden und Sportlern an eine Wettkampf- und Trainingsstätte gerecht zu werden. Im Jahr 1985 wurde erneut eine Weltmeisterschaft ausgetragen, insgesamt 30.000 Zuschauer verfolgten die Wettkämpfe und den Kampf um den dritten Platz der westdeutschen Staffel mit Herbert Fritzenwenger, Walter Pichler, Peter Angerer und Fritz Fischer.
Für die Biathlon-Weltmeisterschaften 1996 wurde das Stadion umfassend renoviert und ein neues Funktionsgebäude errichtet. Zu den Wettkämpfen kamen insgesamt 50.000 Besucher.
2005 wurde die Schanzenanlage am Zirmberg modernisiert, sodass seitdem auch Weltcups der Nordischen Kombination hier stattfinden können. Die Anlage erhielt nun ihren Namen nach der Lage im Chiemgau: Chiemgau-Arena. Seit Sommer 2006 besitzt die Strecke den A-Status der IBU sowie die FIS-Homologierung der Schanzen und Langlaufstrecken für Weltcups und Weltmeisterschaften, sodass die Arena zu den modernsten Wintersportarenen der Welt zählt.
Das Ricco-Groß-Haus mit Laufband, Kraftraum und einem Bereich für Physiotherapie wurde 2009 eingeweiht.
Im Jahr 2010 erfolgte ein Umbau des Stadions für die Biathlon-Weltmeisterschaften 2012, um alle Anforderungen an diese Großveranstaltung zu erfüllen. Dabei wurden das alte Funktionsgebäude sowie das Containergebäude von 1996 komplett abgerissen und ein mehrstöckiger Funktionsbau errichtet. Zur Ausstattung zählen Räume für die Dopingkontrolle, Sanitär- und Aufenthaltsräume für die Sportler, ein Pressezentrum, ein Verpflegungsbereich und zusätzliche Technikräume. Die Kapazität der Tribünen wurde nach dem Umbau auf bis zu 13.000 Zuschauer erhöht. Um für Fotografen bei den Veranstaltungen bessere Arbeitsbedingungen bieten zu können, erhielt der Schießstand einen um drei Plätze nach Osten verschobenen Standort. Die Wettkampfstrecken wurden verbreitert und ausgebaut.

## Daten

### Überblick
Die Chiemgau-Arena ist eine Einrichtung der Gemeinde Ruhpolding, unterstützt wird die Trägerschaft vom Bundesinnenministerium und dem bayerischen Kultusministerium sowie durch den Forstbetrieb Bayerische Staatsforsten, der Eigentümer des Grundstückes ist.
Die Anlage ist ein wichtiger Olympiastützpunkt in Deutschland für nordische Disziplinen und Biathlon. Das Trainings- und Wettkampfzentrum umfasst Sprunganlagen, Loipen, einen Schießstand sowie asphaltierte Rollskibahnen.

### Lage
Die Chiemgau-Arena befindet sich direkt an der B 305, südlich der Gemeinde Ruhpolding in Fahrtrichtung Reit im Winkl. Das Stadion liegt in einem Tal, eingebettet zwischen dem Unternberg im Norden und dem Zirmberg im Süden auf etwa 700 Meter über Normalnull.

### Ausstattung
Seit dem Umbau für die Biathlon-Weltmeisterschaften 2012 verfügt das Stadion neben Schießstand, Laufstrecken und Schanzen über eine umfangreiche Infrastruktur für Training und Wettkämpfe. Vor dem Hauptgebäude befindet sich die Tribüne, die mit Ehrentribüne und zwei weiteren variablen Blöcken Platz für bis zu 14.000 Zuschauer bietet. Die Fläche hinter dem Hauptgebäude dient im Sommer als Trainingsbereich für Rollski und während der Wettkämpfe steht diese den Medien zur Verfügung und wird zudem als Test- und Warmlaufstrecke genutzt. Mit den Stehplätzen an den Strecken hat das Stadion eine Gesamtkapazität von ca. 30.000 Besuchern.
Im Ricco-Groß-Haus, benannt nach dem ehemaligen deutschen Biathleten Ricco Groß, befinden sich das größte medizinische Laufband der Welt, ein Kraftraum, sanitäre Anlagen sowie großzügige Bereiche für Physiotherapie.
Ein Großteil der Langlaufstrecken des Winters ist im Sommer auch als asphaltierte Rollskistrecken nutzbar.

### Langlaufstrecken
Die maximale Steigung der Langlaufstrecke beträgt 20 Prozent, der höchste Punkt befindet sich auf 749 m über NN.
Folgende Strecken sind von der FIS anerkannt:
- 1,875 km Langlauf
- 2,5 km Langlauf
- 3,3 km Langlauf
- 3,75 km Langlauf
- 5,0 km Langlauf
- 7,5 km Langlauf
- 1,1 km Sprint Frauen
- 1,5 km Sprint Herren

### Schanzen

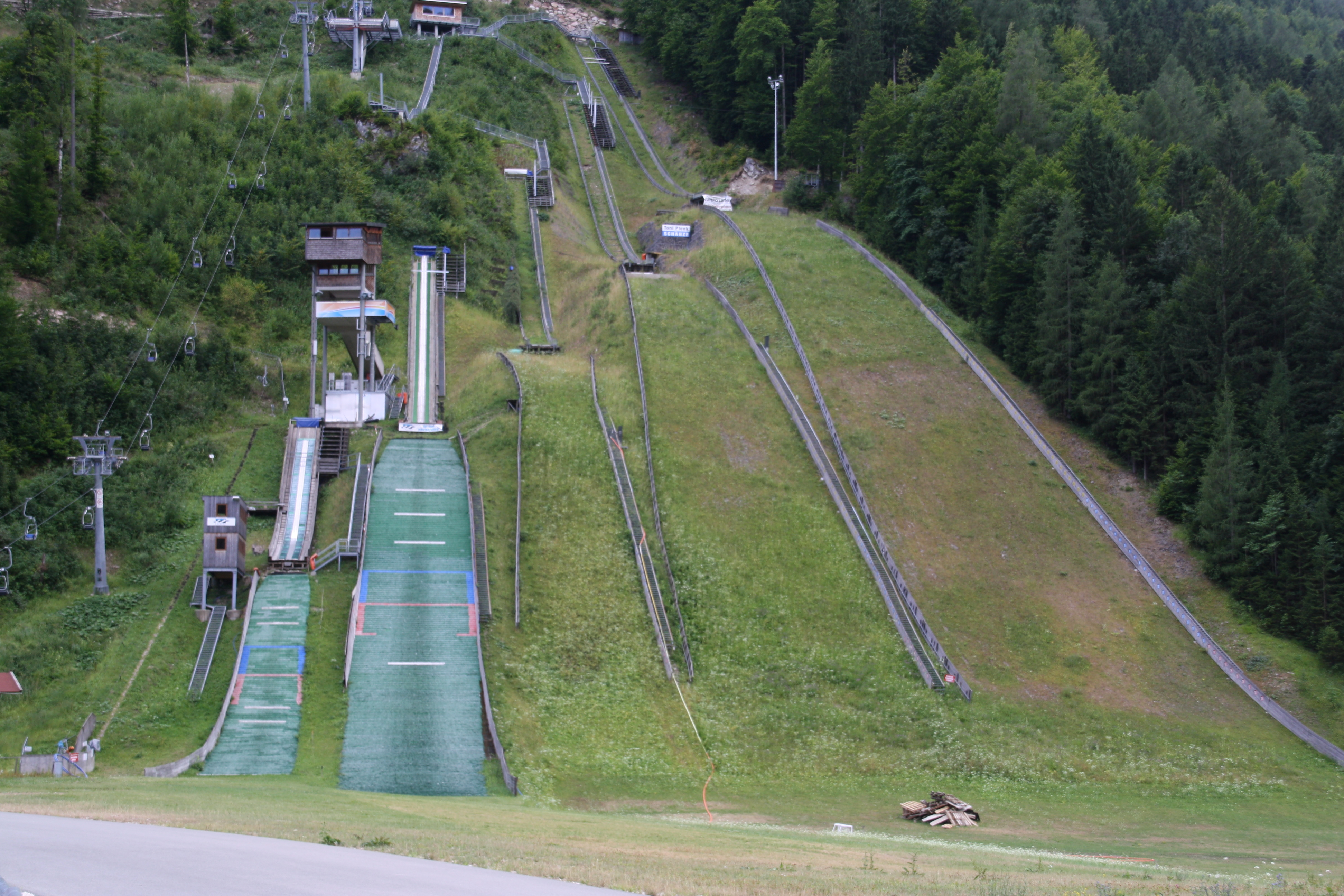
Skisprungschanzen der Chiemgau-Arena

Für Training und Wettkämpfe bietet die Arena fünf verschiedene Schanzen:
- Kinderschanze K 20 m
- Schülerschanze K 40 m
- Jugendschanze K 65 m
- Toni-Plenk-Schanze HS 100 m
- Große Zirmbergschanze HS 128 m

## Veranstaltungen

### Biathlon
Seit 1980 finden in der Chiemgau-Arena i. d. R. jährlich Rennen im Rahmen des Biathlon-Weltcups statt. Zudem wurden in Ruhpolding 1979, 1985, 1996 und 2012 die Biathlon-Weltmeisterschaften veranstaltet. Weitere regelmäßig abgehaltene Veranstaltungen sind unter anderem die Deutschen Meisterschaften im Biathlon und Rennen im Rahmen des Deutschlandpokals. Rennen im Rahmen des IBU-Cups werden selten in Ruhpolding ausgetragen, zuletzt während der Saison 2013/14. Der britische Biathlonverband hält seine Skimeisterschaften regelmäßig in der Chiemgau-Arena ab. Zudem finden viele Rennen für Nachwuchsathleten in Ruhpolding statt.

### Skispringen
1992 wurde auf der Großen Zirmbergschanze ein Springen im Rahmen des Skisprung-Weltcup ausgetragen. 2003 war Ruhpolding Station für den Skisprung-Continental-Cup der Herren, nachdem die Springen 2001 und 2002 wegen Schneemangel ausgefallen waren. Im Februar 2011 fanden zwei FIS-Cup-Springen statt. Im März 2014 wurden die Damen-Continental-Cups sowie die FIS Cups hier ausgetragen.

### Nordische Kombination
Von 2005 bis 2007 fand auf der Schanze ein Wettbewerb im Rahmen des Warsteiner Grand Prix Deutschland in der Nordischen Kombination statt.

### Trainingszentrum
Die Chiemgau-Arena steht als Trainingszentrum den Kaderangehörigen sowie den Sportlern der Vereine und Verbände innerhalb des DSV zur Verfügung. Im Sommer nutzen auch die Verbände anderer Nationen das Stadion als Trainingslager in Vorbereitung auf die Wettkämpfe im Winter.
Für Hobby- und Freizeitsportler sind die Strecken gesperrt.